# Rangendingen
Rangendingen è un comune tedesco di 5 349 abitanti,, situato nel land del Baden-Württemberg.